# Universitat Tècnica de Delft

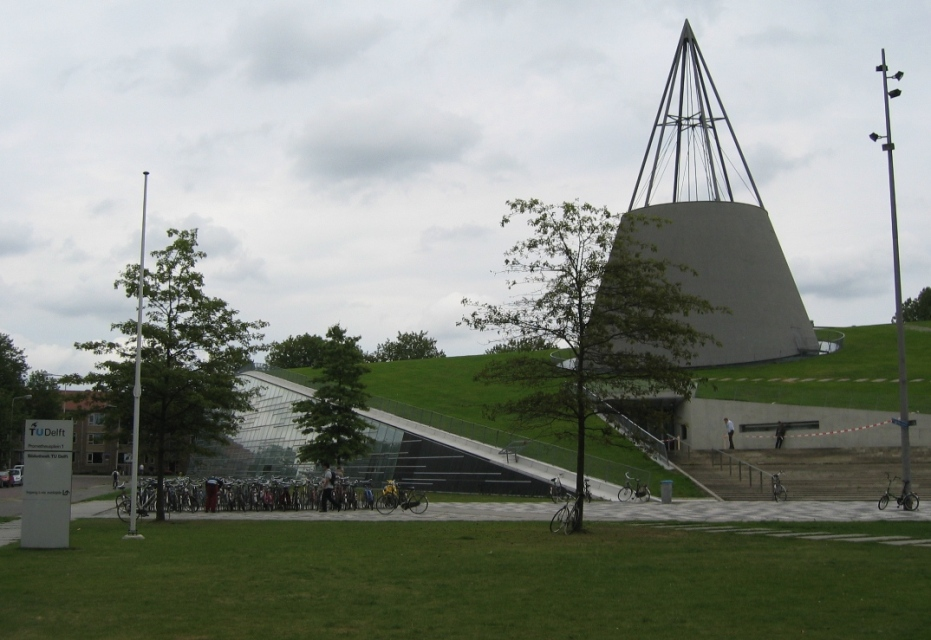
Vista de l'entrada de la biblioteca principal de la Universitat Tècnica de Delft.

La Universitat Tècnica de Delft (en neerlandès: Technische Universiteit Delft) és un dels centre d'ensenyament superior dels Països Baixos.
Fou fundada el 8 de gener de 1842 a Delft amb el nom d'Acadèmia Reial, que després canvià pel d'Alta Escola Tècnica (Technische Hogeschool). Finalment, al 1986 adquirí el títol d'universitat i amb ell el nom amb el qual se la coneix avui en dia. Des de fa temps forneix bona part de les persones que faciliten la perpètua lluita contra el mar, amb d'entre d'altres, la realització del Pla Delta.
El cost acadèmic depèn de la nacionalitat dels estudiants. Per a membres de la Unió Europea i l'Espai Econòmic Europeu aquest consisteix en un pagament anual de 2.209€, mentre que als demés països l'import supera els 10.000€.

## Facultats
Actualment compta amb 8 facultats:
- Arquitectura
- Enginyeria Civil i Geologia amb les següents seccions:
  - Transports i Urbanisme
  - Construcció
  - Geotecnologia
  - Gestió de l'Aigua
  - Hidràulica i Marítima
- Electrònica, Matemàtiques i Informàtica
- Disseny Industrial
- 3mE: Construcció de vehicles i tècnica naval i ciència de materials
- Aeronàutica i Aeroespacial
- Física Aplicada
- Tècnica, Direcció i Gestió

La major part estan situades al sud-est del municipi de Delft, on formen un campus, juntament amb empreses de recerca i laboratoris (TNO, WL'Delft Hydraulics, etc.).

## Incendi a Bouwkunde

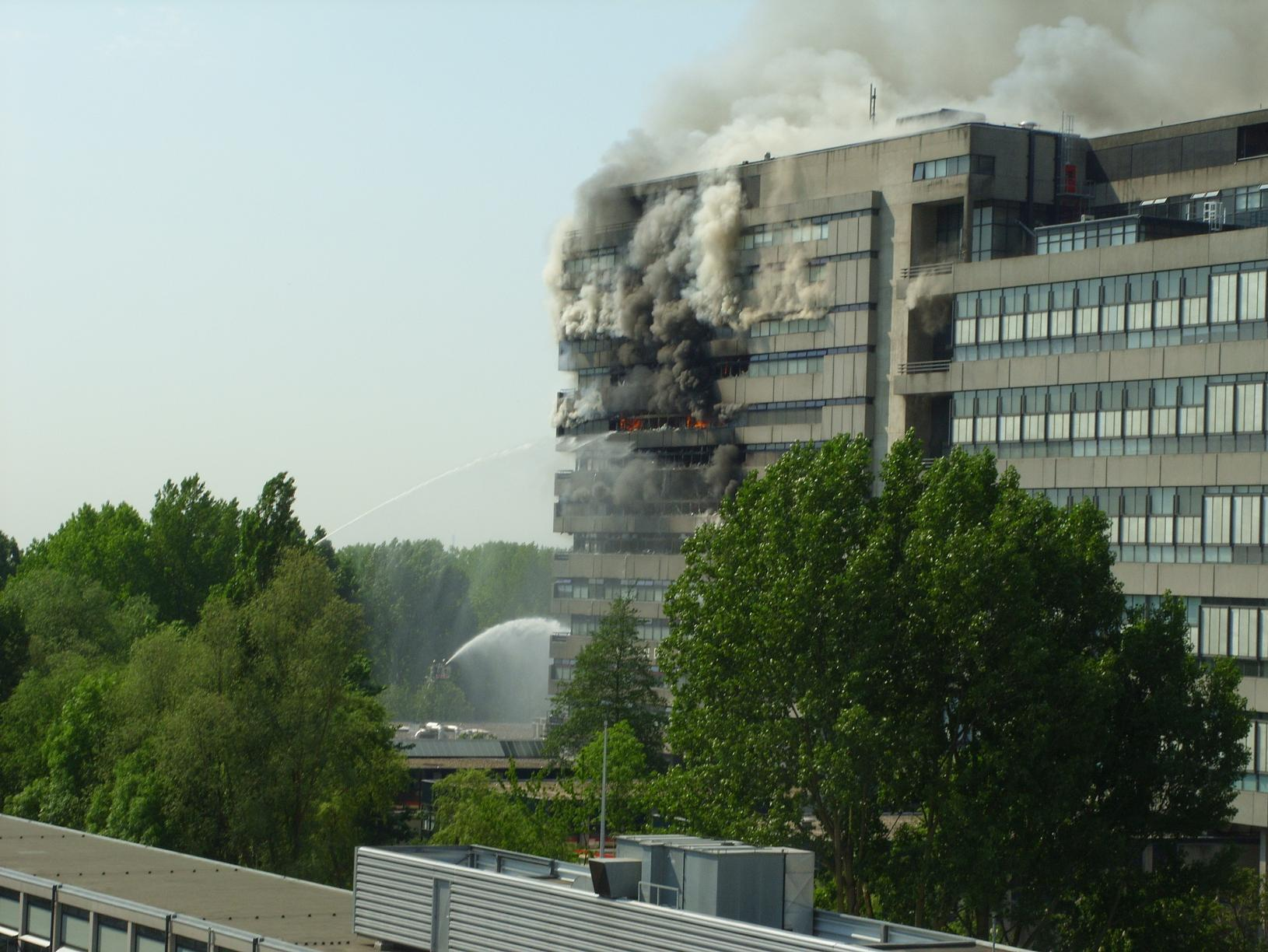
Facultat d'arquitectura durant l'incendi del 13 de maig del 2008.

El matí del 13 de maig del 2008 es declarà un incendi a l'edifici de la facultat d'arquitectura, que acabà parcialment esfondrat. Segons un portaveu dels bombers el foc podria haver estat provocat per un curtcircuit al vuitè pis. No hi hagué ferits. Es pogué salvar part d'una col·lecció de maquetes i cadires de dissenyadors de renom. Considerat el mal estat en què l'edifici quedà, s'ha decidit d'enderrocar-lo totalment.